# Mamakating
Mamakating ist eine Town im Sullivan County, New York, Vereinigte Staaten. Das U.S. Census Bureau hat bei der Volkszählung 2020 eine Einwohnerzahl von 12.655 ermittelt. Sie befindet sich im südöstlichen Teil des Countys.

## Geschichte
Die Town of Mamakating wurde am 7. März 1788 als erste Verwaltungseinheit innerhalb des späteren Sullivan Countys statuiert. Der erste County Seat befand sich in der 1833 inkorporierten Ortschaft Bloomingburg. Den historischen Aufzeichnungen zufolge erwarb Johanis Hardenburgh aus Kingston ein großes Stück Land, das das heutige Sullivan County umfasste, damals aber noch Teil des Ulster Countys war.
In der ersten Hälfte des 18. Jahrhunderts entstanden an der Old Mine Road (dem heutigen U.S. Highway 209) eine Reihe von Forts, mit denen die weißen Siedler von feindlich gesinnten Indianern geschützt werden sollten. Fort Westbrookville wurde 1750 an der heutigen Grenze zwischen Sullivan und Orange County gebaut, 1757 entstand ein Fort nördlich von Wurtsboro, das den Namen Fort Devans erhielt. Ein weiteres Fort entstand 1731 an der Ostflanke von Bloomingburgh Mountain. Dieses wurde Fort Roosa genannt. Es steht noch und gilt als das älteste noch existierende Bauwerk im Sullivan County. Ein Großteil der Siedler, die der Straße von Kingston her folgten ließen sich hier nieder, weil ihnen das Land fruchtbar erschien; Wild und Fische sowie Holz zum Bauen war im Überfluss vorhanden.
Mamakating wurde später zu seiner heutigen Größe verkleinert, da 1788 Deerpark, 1798 Lumberland, 1803 Thompson und 1837 ein Teil von Forestburgh aus diesem Gebiet herausgelöst wurden.
Die erste Schule im Sullivan County wurde 1788 in Bloomingburgh gebaut. Die Bloomingburgh Reformed Church wurde 1820 errichtet und die Phillipsport United Methodist Church 1823. Zwei Brüder begannen 1825 mit dem Bau des Delaware and Hudson Canals, der Kohle von Pennsylvania nach New York City brachte. Die ersten beladenen Kohleschiffe trafen am Hudson River im November 1828 ein. Auf dem Rückweg zu den Kohlrevieren brachten sie die Güter mit, die im Sullivan County benötigt wurden. Der Bau des Kanals trug somit zum Wohlstand in Mamakating und dem Sullivan County bei. Die Eisenbahn wurde 1899 gebaut und bedeutete das Ende für die Kanalschifffahrt.
Mitte des 19. Jahrhunderts lebte ein großer Teil der Stadt von der Verarbeitung von Leder; 1850 verarbeiteten fünf von Wasserkraft und Arbeitspferden angetriebene Gerbereien 27.000 Häute.
Die historische Gesellschaft Mamakatings hat der alte Schulgebäude in Summitville renoviert und unterhält darin ein Archiv für Dokumente und historische Fundstücke aus dem Stadtgebiet.

## Geographie
Die Stadt reicht im Osten bis an die Grenze zum Orange County und im Norden an das Ulster County heran. U.S. Highway 209 führt in Nord-Süd-Richtung durch das Gebiet der Stadt, New York State Route 17 (künftig Interstate 86) kreuzt in Ost-West-Richtung.
Nach den Angaben des United States Census Bureaus hat die Town eine Fläche von 255,6 km², wovon 248,9 km² auf Land und 6,7 km² (= 2,62 %) auf Gewässer entfallen.
Der höchste Punkt im Stadtgebiet befindet sich mit etwa 503 m sich in der Nähe der Kreuzung von Mamakating Avenue und Park Road im Mamakating Park Historic District. Der niedrigste Punkt ist die Mündung des Bush Kills in den Shawangunk Kill, an der Sullivan, Orange und Ulster County zusammentreffen.

## Demographie
Zum Zeitpunkt des United States Census 2000 bewohnten Mamakating 11.002 Personen. Die Bevölkerungsdichte betrug 44,3 Personen pro km². Es gab 5629 Wohneinheiten, durchschnittlich 22,7 pro km². Die Bevölkerung Mamakatings bestand zu 93,96 % aus Weißen, 2,14 % Schwarzen oder African American, 0,33 % Native American, 1,03 % Asian, 0 % Pacific Islander, 0,89 % gaben an, anderen Rassen anzugehören und 1,66 % nannten zwei oder mehr Rassen. 4,77 % der Bevölkerung erklärten, Hispanos oder Latinos jeglicher Rasse zu sein.
Die Bewohner Mamakatings verteilten sich auf 4153 Haushalte, von denen in 35,5 % Kinder unter 18 Jahren lebten. 56,6 % der Haushalte stellten Verheiratete, 9,1 % hatten einen weiblichen Haushaltsvorstand ohne Ehemann und 29,3 % bildeten keine Familien. 23,6 % der Haushalte bestanden aus Einzelpersonen und in 8,1 % aller Haushalte lebte jemand im Alter von 65 Jahren oder mehr alleine. Die durchschnittliche Haushaltsgröße betrug 2,64 und die durchschnittliche Familiengröße 3,14 Personen.
Die Bevölkerung verteilte sich auf 26,9 % Minderjährige, 6,9 % 18–24-Jährige, 30,4 % 25–44-Jährige, 24,8 % 45–64-Jährige und 10,9 % im Alter von 65 Jahren oder mehr. Das Durchschnittsalter betrug 37 Jahre. Auf jeweils 100 Frauen entfielen 101,0 Männer. Bei den über 18-Jährigen entfielen auf 100 Frauen 97,2 Männer.
Das mittlere Haushaltseinkommen in Mamakating betrug 41.726 US-Dollar und das mittlere Familieneinkommen erreichte die Höhe von 49.615 US-Dollar. Das Durchschnittseinkommen der Männer betrug 40.811 US-Dollar, gegenüber 28.329 US-Dollar bei den Frauen. Das Pro-Kopf-Einkommen belief sich auf 19.451 US-Dollar. 10,3 % der Bevölkerung und 7,2 % der Familien hatten ein Einkommen unterhalb der Armutsgrenze, davon waren 10,0 % der Minderjährigen und 9,2 % der Altersgruppe 65 Jahre und mehr betroffen.

## Bewohnte Orte und andere geographische Punkte in Mamakating
- Bashakill, ein Sumpf im Süden der Town.
- Bloomingburg, ein Village
- Burlingham, ein Weiler im Osten Mamakatings
- Culvertown, ein Weiler im Westen Mamakatings
- Haven, eine Siedlung im Südosten des Stadtgebietes
- High View, eine Lokalität bei Bloomingburg
- Mamakating Park, ein Weiler, der in den 1890er Jahren als Feriensiedlung nordöstlich von Wurtsboro entstand und im National Register of Historic Places geführt wird
- Mount Prosper, ein Weiler westlich von Wurtsboro
- Phillipsport, ein Weiler nördlich von Wurtsboro am Highway 209
- Roosa Gap westlich von Burlingham
- Spring Glen, ein Weiler am Highway 209, dessen größter Teil im benachbarten Ulster County liegt
- Summitville, ein Weiler nördlich von Wurtsboro am Highway 209
- Westbrookville
- Winterton im Südosten Mamakatings
- Wurtsboro, ein Village
- Wurtsboro Hills, ein Weiler nordwestlich des Village of Wurtsboro
- Wurtsboro-Sullivan County Airport nördlich von Wurtsboro
- Yankee Lake, ein Weiler südlich von Wurtsboro, das an dem gleichnamigen See liegt